# Anelli-Oxidation

TEMPO

Die Anelli-Oxidation ist eine wichtige Methode der organischen Synthese und dient der Oxidation von Alkoholen zu Carbonylverbindungen, also Aldehyden oder Ketonen. Die Methode wurde von Pier Lucio Anelli im Jahr 1987 veröffentlicht und ist nach ihm benannt. Das eigentliche Oxidationsmittel in dieser Reaktion ist ein Oxo-Ammoniumion, welches in situ aus einem in katalytischer Menge vorhandenen Nitroxylradikal (z. B. 2,2,6,6-Tetramethylpiperidinyloxyl, abgekürzt TEMPO) gebildet wird. Zusätzlich kommt ein stöchiometrisches Oxidationsmittel, z. B. Natriumhypochlorit, zum Einsatz, welches das Oxo-Ammoniumion immer wieder zurückbilden kann.

## Geschichte
Die Oxidation von Alkoholen mit Oxo-Ammoniumsalzen ist grundsätzlich schon seit etwa 1965 bekannt. Persäuren sind für die Oxidation von Alkoholen zu Carbonylen nur schlecht geeignet, allerdings wurde in den 1970er-Jahren zufällig entdeckt, dass 4-Hydroxy-TEMPO mit m-Chlorperbenzoesäure zum Keton oxidiert werden kann, wobei die zum Oxoammoniumion oxidierte Nitroxylgruppe das direkte Oxidationsmittel ist. Die Reoxidation erfolgt durch die Persäure. Dies führte zur Verwendung von TEMPO als Katalysator für die Oxidation von Hydroxylgruppen in anderen Verbindungen. In den folgenden Jahren wurden alternative Methoden mit anderen Möglichkeiten zur Oxidation von TEMPO entwickelt. Dies führte schließlich zur Entwicklung der Methode von Anelli, welche im Jahr 1987 publiziert wurde. Die ursprüngliche Veröffentlichung von Pier Lucio Anelli trägt den Titel Fast and selective oxidation of primary alcohols to aldehydes or to carboxylic acids and of secondary alcohols to ketones mediated by oxoammonium salts under two-phase conditions.

## Methode
Die Reaktion erfolgt in einem zweiphasigen Reaktionsmedium aus Dichlormethan und Wasser bei 0 °C, da das intermediär gebildete Oxo-Ammoniumion bei höheren Temperaturen instabil ist. Als Katalysatoren kommen 1 mol-% TEMPO (oder eine abgeleitete Nitroxyl-Verbindung) sowie 0.1 Äquivalente Kaliumbromid zum Einsatz. Als stöchiometrisches Oxidationsmittel kommt Natriumhypochlorit (in leichtem Überschuss: 1,25 Äquivalente) zum Einsatz. Da das Natriumhypochlorit stark basisch ist, wird Natriumhydrogencarbonat zugegeben, um den pH-Wert im leicht basischen Bereich (um 9) einzustellen.

## Anwendungsbereich
Primäre Alkohole werden mit der Methode zu Aldehyden oxidiert, sekundäre Alkohole zu Ketonen. Primäre Alkohole reagieren schneller, allerdings läuft die Reaktion in beiden Fällen innerhalb von Minuten ab. Eine Überoxidation von Aldehyden zu Carbonsäuren tritt kaum auf, da TEMPO eine Oxidation durch Luftsauerstoff verhindert. Die Reaktion kann auch bei neutralem pH durchgeführt werden und verträgt sich demnach mit säure- und baselabilen Gruppen. Amine und Sulfide, sowie Alkene können jedoch bei der Reaktion oxidiert werden, zum Teil leichter als Alkohole. Durch leichte Veränderung der Bedingungen ist auch die Oxidation von Aldehyden zu Carbonsäuren möglich. Hierzu wird ein Phasentransferkatalysator, Methyltrioctylammoniumchlorid, zugesetzt. Für die doppelte Oxidation eines primären Alkohols zur Carbonsäure muss zusätzlich die Menge an Natriumhypochlorit verdoppelt werden.

## Mechanismus
Hypochlorit wird zur hypochlorigen Säure protoniert. Diese oxidiert wiederum Bromid zur hypobromigen Säure. Der Zusatz von Bromid führt dabei zu einer Reaktionsbeschleunigung, da hypobromige Säure im nächsten Schritt schneller reagiert. Durch die hypobromige Säure wird TEMPO zum Oxo-Ammoniumion oxidiert. Das Oxo-Ammoniumion oxidiert wiederum den Alkohol zum Carbonyl und wird selbst zum Hydroxylamin reduziert. Ein Molekül Hydroxylamin und ein Oxo-Ammoniumion reagieren zu zwei Molekülen TEMPO, womit der Katalysezyklus geschlossen ist.

## Varianten
Neben TEMPO können auch andere Nitroxylverbindungen wie 4-Methoxy-TEMPO oder 4-Acetamido-TEMPO verwendet werden. Auch chirale und festphasengebundene Derivate kommen zum Einsatz. Statt Natriumhypochlorit können auch andere Oxidationsmittel wie Trichlorisocyanursäure, N-Chlorsuccinimid oder Natriumbromit verwendet werden, oder die Reoxidation kann elektrochemisch erfolgen.